# Joseph Braet
Joseph Aloïse Leon Marie Braet (Gent, 21 juni 1882 – 11 augustus 1916) was een Belgisch advocaat en spion tijdens de Eerste Wereldoorlog.
Braet volgde de humaniorarichting Latijn-Grieks aan het Gentse Sint-Barbaracollege, waarna hij aan de Facultés Universitaires Notre-Dame de la Paix zijn kandidatuur in de wijsbegeerte behaalde en vervolgens aan de Rijksuniversiteit Gent doctor in de rechten werd. Hij werd als advocaat actief aan de balie van de rechtbank van eerste aanleg te Oudenaarde.
Spoedig na het uitbreken van de Eerste Wereldoorlog werd Braet lid van een spionagenetwerk tegen de Duitse bezetter, de groep Ambulants-Gendarmes, die hoofdzakelijk in Gent en Kortrijk opereerde. Op 6 april 1916 werden echter achttien leden van dit netwerk gearresteerd, waaronder Braet zelf, toen hij thuiskwam van de rechtbank. Hij werd eerst in Kortrijk en vervolgens in Gent opgesloten. Op 28 juni werd hij ter dood veroordeeld, en tezamen met hem zijn helpers, met name Van Gheluwe, Windels, Octaaf De Clercq (onderpastoor), Algoet (rijkswachter) en mevrouw Wante. De executie werd op 11 augustus voltrokken op de schietbaan van Gent.
Postuum ontving hij onder andere de onderscheiding van Ridder in de Leopoldsorde en de insignia van de Orde van het Britse Rijk. Het Oudenaardse stadsbestuur wijzigde de naam van de voormalige Nieuwstraat in Joseph Braetstraat.
Braet huwde in 1906 met Julia De Ruyte, met wie hij twee dochters kreeg.